# Othmar Haberl
Othmar Nikola Haberl (* 4. Dezember 1943 in Sarajevo; † 2. Februar 2019 in Essen) war ein deutscher Politikwissenschaftler. Er war Professor für Internationale Beziehungen unter besonderer Berücksichtigung Europas an der Universität Duisburg-Essen in Essen.
Sein Forschungsschwerpunkt war die Politik der Sowjetunion und der sozialistischen Staaten Osteuropas, insbesondere Jugoslawiens.

## Werdegang
Nach dem Schulbesuch in Ustikolina, Trebinje und Sarajevo siedelte Othmar Haberl im Dezember 1955 in die Bundesrepublik Deutschland über. 1964 legte er das Abitur am Gymnasium Theodorianum in Paderborn ab und begann ein Studium an der Westfälischen Wilhelms-Universität in Münster, das er nach Zwischenstation an der Ruprecht-Karls-Universität Heidelberg 1969 an der Freien Universität Berlin mit dem Diplom in Politikwissenschaft abschloss.
1974 wurde er nach zwischenzeitlicher Tätigkeit an der Fakultät für Politikwissenschaft und dem Institut für Zeitgeschichte der Universität Belgrad mit dem Thema Parteiorganisation und nationale Frage in Jugoslawien an der FU Berlin promoviert.
Ab 1974 war er Wissenschaftlicher Assistent an der Universität-Gesamthochschule Essen und wurde 1978 Consultant der OECD mit Forschungsauftrag in Jugoslawien.
1983 wurde er an der Universität-Gesamthochschule Essen für das Fach Neueste Geschichte mit besonderer Berücksichtigung Osteuropas habilitiert und im Folgejahr zum Professor (auf Zeit) für Neueste Geschichte Osteuropas und historische Migrationsforschung berufen. 1987 wurde er zum Universitätsprofessor (auf Zeit) ernannt.
Im 1989 nahm er eine Vertretungsprofessur für Politische Wissenschaft, unter besonderer Berücksichtigung der Politik der Sowjetunion und der sozialistischen Staaten Osteuropas am Geschwister-Scholl-Institut der Ludwig-Maximilians-Universität München an, der im selben Jahr eine Vertretungsprofessur für Politische Wissenschaft, insbesondere auswärtige und internationale Politik osteuropäischer Staaten an der Universität der Bundeswehr Hamburg folgte.
1991 wurde er zum Außerplanmäßigen Professor an der Universität-Gesamthochschule Essen ernannt und nahm 1992 eine Vertretungsprofessur für Osteuropäische Geschichte an der Friedrich-Schiller-Universität Jena an.
Im Oktober 1992 folgte seine Berufung als Universitätsprofessor für das Fach Politikwissenschaft mit dem Schwerpunkt Internationale Politik unter besonderer Berücksichtigung Europas an der Universität-Gesamthochschule Essen. Von 1994 bis 2000 war Othmar Haberl Dekan des Fachbereichs 1 (Philosophie, Geschichts-, Religions- und Sozialwissenschaften) der Universität-Gesamthochschule Essen.
Von 2000 bis 2003 war Haberl Vorsitzender des Senats der Universität-GHS Essen, von 2003 bis 2008 der fusionierten Universität Duisburg-Essen. Im April 2009 trat er in den Ruhestand.

## Monografien (Auswahl)
- Die Emanzipation der KP Jugoslawiens von der Kontrolle der Komintern/KPdSU 1941–1945. München 1974.
- Parteiorganisation und nationale Frage in Jugoslawien. Berlin 1976.
- Die Abwanderung von Arbeitskräften aus Jugoslawien. Zur Problematik ihrer Auslandsbeschäftigung und Rückführung. München 1978.
- Bibliografija ekonomskih migracija iz Jugoslavije u evropske zemlje. Bibliography of Economic Migrations from Yugoslavia to European Countries, Zagreb 1979.
- Jugoslawien am Ende der Ära Tito. Beiträge zur Außen- und Innenpolitik der 70er Jahre (Hg. zus. mit K.-D. Grothusen und W. Höpken). Bd. 1. Außenpolitik. München/Wien 1983; Bd. 2. Innenpolitik. München/Wien 1986.
- Der Marshall-Plan und die europäische Linke (Hg. zus. mit Lutz Niethammer). Frankfurt 1986
- Sowjetunion und Osteuropa zwischen Weltkrieg und Kaltem Krieg. Die Lage der Sowjetunion bei Ende des Krieges und ihre Politik in Osteuropa bis zur Gründung des Kominform. Habilitationsschrift. Essen 1983.
- Unfertige Nachbarschaften. Die Staaten Osteuropas und die Bundesrepublik Deutschland (hg. zus. mit H. Hecker). Essen 1989
- Politische Deutungskulturen. Festschrift für Karl Rohe (Hg. zus. mit T. Korenke). Baden-Baden 1999